# Lydia Vamos
Lydia Marie Vamos, née le 18 août 1967 à Brantford (Ontario), est une joueuse canadienne de soccer.

## Carrière
Lydia Vamos compte 24 sélections et 7 buts en équipe du Canada entre 1990 et 1994.
Elle reçoit sa première sélection le 16 avril 1990, contre l'Union soviétique (match nul 1-1). Elle inscrit son premier but en équipe nationale le 16 avril 1991, contre le Costa Rica (victoire 6-0), à l'occasion du championnat féminin de la CONCACAF 1991, qui verra les Canadiennes s'incliner en finale.
Troisième du championnat féminin de la CONCACAF 1993, elle obtient sa dernière sélection sous le maillot canadien le 21 août 1994 contre les États-Unis (défaite 0-6), lors du championnat féminin de la CONCACAF 1994, où les Canadiennes terminent deuxièmes.